# Воротишино (Коротовское сельское поселение)
Воротишино — деревня в Череповецком районе Вологодской области.
Входит в состав Коротовского сельского поселения, с точки зрения административно-территориального деления — в Коротовский сельсовет.
Расстояние до районного центра Череповца по автодороге — 86 км, до центра муниципального образования Коротово по прямой — 24 км. Ближайшие населённые пункты — Веретье, Горлово, Воротишино.
По переписи 2002 года население — 9 человек.